# Moara din Groapă, Dâmbovița
Moara din Groapă este un sat în comuna Corbii Mari din județul Dâmbovița, Muntenia, România.
 Acest articol despre o localitate din județul Dâmbovița este deocamdată un ciot. Puteți ajuta Wikipedia prin completarea lui.